# El landó de seis caballos
El landó de seis caballos es una obra de teatro en dos actos de Víctor Ruiz Iriarte estrenada en 1950.

## Argumento
Ambientada en el comienzo en el Madrid de mediados del siglo XX, cuatro personajes variopintos (Rosita, Margarita, Florencio e Isabel) reciben otras tantas invitaciones para acudir a una fiesta. Movidos por la curiosidad se acercan al caserío para encontrar una escena surrealista: cuatro ancianos ataviados a la moda de 1900 acomodados en un sofá y comportándose como si circularan en un coche de caballos por el Madrid de principios de siglo. Solo Doña Adelita acertará de algún modo a proporcionar una explicación. Chapete, el chófer de la casa, sufrió una caída 50 años antes que le dejó la mente anclada en aquel momento y lugar. Desde entonces, el resto de habitantes se fue acomodando a esa realidad paralela marginándose de lo que realmente sucedía fuera de los muros de la casa.

## Personajes
- Chapete.
- Doña Adelita.
- Simón.
- Pedro.
- Margarita.
- Rosita.
- Isabel.
- Florencio.
- El músico.

## Representaciones destacadas
- Teatro (estreno, en el Teatro María Guerrero de Madrid, el 26 de mayo de 1950). Dirección: José Luis Alonso. Intérpretes: José María Rodero, Elvira Noriega, Ricardo Lucía, Cándida Losada, Gaspar Campos, Miguel Ángel.
- Televisión (Primera fila, Televisión española, el 18 de diciembre de 1963). Dirección: Gustavo Pérez Puig. Intérpretes: Julia Gutiérrez Caba, Charo Tijero, Ángela Rhu, María Banquer, Juanjo Menéndez, José Orjas, Félix Navarro.
- Televisión (Estudio 1, Televisión española, el 4 de junio de 1968). Presentación: Ángel Losada, a partir de un texto de José María Rincón. Dirección: Gustavo Pérez Puig. Intérpretes: Elvira Quintillá, Jesús Puente, José Bódalo, Mercedes Barranco, Carlos Ibarzábal, Manuel Alexandre, Aurora Redondo, Lina Morgan y Juanito Navarro.
- Televisión (Primera función, Televisión española, el 16 de marzo de 1989). Dirección: G. Pérez Puig. Intérpretes: Cándida Losada, Antonio Garisa, Antonio Ferrandis, María José Goyanes, Emilio Gutiérrez Caba, Bárbara Rey, Félix Navarro, Beatriz Carvajal, Pepe Martín.